# Sétif
Sétif (tiếng Ả Rập: سطيف) là một thành phố thủ phủ của tỉnh Sétif của Algérie. Thành phố có tổng diện tích km², trong đó diện tích đất là km², dân số theo ước tính năm 2005 là 246.379 người. Đây là thành phố lớn thứ 7 Algérie.